# Raffaele Soprani
Raffaele Soprani, né le 8 janvier 1612 à Gênes et mort dans cette même ville le 2 janvier 1672, est un historien de l'art et un biographe italien.

## Biographie
Né à Gênes le 8 janvier 1612, il fut élevé chez les jésuites. Il aimait les arts, et on lui permit de consacrer au dessin une grande partie de son temps. À la demande de l'imprimeur Manolessi de Bologne, qui travaillait à un supplément pour les Vies des peintres de Vasari, il rassembla des matériaux sur les artistes génois ; et quoique l'ouvrage fût achevé en 1665, il ne parut qu'après la mort de l'auteur. Soprani, qui était très-attaché à sa femme, ne put se consoler de l'avoir perdue. Il se démit de sa charge de sénateur, entra dans les ordres, et allait être élevé à la prêtrise, lorsqu'il mourut à Gênes le 2 janvier 1672.

## Ouvrages
- Scrittori della Liguria, e particolarmente della marittima, Gênes, 1667. Michele Giustiniani en publiait un sur le mème sujet ; mais il n'en donna que la première partie. Oldoini en 1671, en rédigea un en latin sur le même sujet. Ce dernier parut en 1680. Tous les trois sont par ordre alphabétique des prénoms ou noms de baptême, suivant l'usage le plus commun de ce temps-là.
- Raffaele Soprani, Le vite de' pittori, scoltori, et architetti genovesi. E de' forastieri, che in Genoua operarono, 1674, Gênes (œuvre posthume réimprimé en 1768, 2 vol., avec la vie de l'auteur par Giovanni Niccolò Cavanna, et des additions par Carlo Giuseppe Ratti).
- Vita di suor Tommasa Fiesca, et della beata Caterina Fiesca Adorna, ibid., 1667.
- Quelques opuscules restés manuscrits, dont on trouve la liste dans Oldoini, qui donne aussi le détail de trois ouvrages dont Soprani fut l'éditeur.